# Prahecq

Prahecq este o comună în departamentul Deux-Sèvres, Franța. În 2009 avea o populație de 2,082 de locuitori.